# Kniha do vlaku
Kniha do vlaku je projektem více než stovky knihoven v České republice, jehož cílem je propagace literatury, knihoven a služby cestujícím.

## Popis projektu
Projekt Kniha do vlaku vznikl v roce 2014 v Městské knihovně v Mikulově. Mgr. Ilona Salajková, vedoucí knihovny, dostala za tento projekt ocenění Knihovna roku 2015 – významný počin.
Knihovničky s volně dostupnými knihami se nachází na nádražích v Mikulově, Českých Budějovicích, Havlíčkově Brodě, Chlumci nad Cidlinou, Kutné hoře hl.n., Mostě, Strakonicích, Brodku u Přerova, Přerově, Slaném, Bohumíně , ve Zlíně i v dalších městech. V Praze tuto službu začala na stanici v Dejvicích nabízet na začátku roku 2016 pražská Městská knihovna.
Projekt je založen na volném půjčování knih a možnosti vrátit je v kterékoli jiné zúčastněné stanici. Půjčování knih je podmíněno pouze otevírací dobou čekárny či místa, kde je knihovnička umístěná. 
K projektu se postupně přidávají knihovny na Slovensku a v Polsku.